# Imatra
Imatra é uma cidade da Finlândia, localizada no leste do país. Fundada em 1948, em torno de três assentamentos industriais próximos à fronteira com a Rússia, Imatra desenvolveu subitamente. No decurso dos últimos 50 anos, este grupo amorfo de assentamentos cresceu em uma cidade industrial moderna dominada pelo lago Saimaa, o Rio Vuoksi e localidades fronteiriças. Imatra obteve a carta municipal em 1971.
Do outro lado da fronteira, a 7 km de distância do centro de Imatra, está situada a cidade russa de Svetogorsk. São Petersburgo está situado a 210 km a sudeste. Helsínquia, capital do país, situa-se a 230 km do município e Lappeenranta, a cidade finlandesa mais próxima de Imatra está a 37 km de distância. Imatra pertence à província da Finlândia Meridional, na região da Carélia do Sul.
O Art Nouveau e o Castelo Jugend, atualmente conhecido como Imatran Valtionhotelli, foi construído perto das Corredeiras de Imatra em 1903 como um hotel para turistas da capital imperial de São Petersburgo.
A cidade tem uma população de 28 540 habitantes (em 31/12/2010), e abrange uma área de 191,25 km², dos quais 36,29 km² é constituído por água. A densidade populacional é de 184,2 hab/km². O atual prefeito de Imatra é Pertti Lintunen.